# Mike Danzi
Mike Danzi, nato come Michael Danzi (New York, 1º settembre 1898 – New York, 13 febbraio 1986), è stato un chitarrista, jazzista, suonatore di banjo, di musica leggera ed bandleader statunitense. È stato citato come uno dei numerosi musicisti che hanno trapiantato con successo i generi musicali popolari americani in Germania durante gli anni venti e ha lasciato un prezioso resoconto di testimonianza oculare dell'evoluzione della musica popolare in Germania prima della seconda guerra mondiale.

## Biografia
Mike Danzi era figlio di immigrati italiani. Suo padre, Domenico Danzi, arrivò negli Stati Uniti nel 1892. Michael nacque diversi anni dopo a New York.
Danzi ha suonato il violino all'inizio della sua carriera, anche come leader di un primo gruppo jazz chiamato Red Devils Jazz Band. Nel 1921 passò a suonare il banjo e lavorò come interprete di vaudeville. Dal 1917 al 1924 si esibì anche in nightclub, hotel, sale da ballo, cinema, hotel e a Coney Island. Come membro dell'orchestra di Wilbur Sweatman, nel 1924 suonò al fianco di Duke Ellington. Nello stesso anno iniziò a suonare il banjo con la Romance Rhythm Orchestra di Alex Hyde, che fece una tournée in Europa nel 1924-1925.

## Periodo in Germania
Mentre si esibiva a Berlino nel 1925, emerse con la Hyde's Original New York Jazz Orchestra suonando banjo e clarinetto in un'esibizione sullo schermo all'interno del film muto Varieté, diretto da Ewald André Dupont e caratterizzato dalla musica di Ernö Rapée. Questo fu il primo di numerosi film in cui Danzi si sarebbe esibito durante un concerto in Germania. Inoltre apparve al Luna Park di Berlino e all'Esplanade Hotel vicino alla Potsdamer Plaz per il pugile Jack Dempsey. Subito dopo il suo arrivo in Germania, fu presentato anche al bandleader Eric Borchard e ad un sassofonista inglese di nome Billy Bartholomew, durante una visita ad un cabaret in una cantina ad Amburgo, mentre era in viaggio a Monaco di Baviera. Danzi si unì volentieri a loro in uno spettacolo che durò fino a mezzanotte.
Invece di tornare negli Stati Uniti con la band di Hyde, Danzi rimase in Germania per i successivi quattordici anni, suonando con Bernard Etté, Harry Revel, Ernö Rapéee e Dajos Béla. Tenne inoltre concerti con il suo gruppo, The Virginians, da lui fondato nel 1929 e formalmente guidato da Teddy Kline. Dal 1924 al 1939 apparve come libero professionista con diversi gruppi jazz esibendosi in alberghi, stazioni radio, teatri, cabaret e studi cinematografici. Durante questo periodo, collaborò anche con il trombettista jazz inglese Howard McFarlene come membro della Marek Weber Orchestra in spettacoli presso lo storico Adlon Hotel nel 1926. Più tardi, nel 1929, collaborò con l'orchestra di Mischa Spoliansky nella rivista musicale Zwei Krawatten. Pur contribuendo ad una prima produzione di Aufstiegund Fall der Stadt Mahagonny di Kurt Weill, Danzi fu anche elogiato dal compositore per la sua capacità unica di interpretare ed eseguire gli accordi presenti nella partitura esattamente come scritti. Weill notò che la maggior parte dei suonatori di banjo affermavano che la parte non era stata scritta affatto per il banjo!
Danzi lavorò in Germania negli anni trenta, anche se i nazisti condannarono la musica jazz e divenne meno appetibile per gli italiani vivere in Germania dopo l'ascesa al potere di Benito Mussolini. Nel 1935 suonò nell'orchestra del Teatro alla Scala diretta da Otto Stenzel e lavorò alla radio tedesca e con orchestre di musica leggera. Nel 1938 fece alcune delle prime apparizioni televisive con Otto Sachsenhauser.

## Ritorno negli Stati Uniti
Nell'ottobre 1939 ebbe un alterco con il portiere degli UFA Film Studios quando si rifiutò di effettuare il saluto hitleriano, e lasciò la Germania per tornare negli Stati Uniti pochi giorni dopo. Continuò la sua carriera negli Stati Uniti apparendo negli anni '50 sul palcoscenico di Broadway nelle produzioni del musical L'opera da tre soldi e La rosa tatuata, oltre a suonare alla Radio City Music Hall nel 1956. Emerse anche all'Off-Broadway Phoenix Theatre mentre collaborava con il fisarmonicista John Serry. Inoltre, si è esibito regolarmente nelle orchestre di Broadway, negli spettacoli televisivi settimanali, negli spot pubblicitari e in orchestre di sale da concerto. Ha anche lavorato come capo copista e bibliotecario alla Radio City Music Hall.
Nel corso dei decenni, Danzi ha collaborato con una varietà di artisti di rilievo negli Stati Uniti e in Europa, tra cui: Julius Rudel, Marlene Dietrich, Marek Weber, Lotte Lenya, Richard Tauber e Pat Boone.
Danzi era un suonatore di banjo virtuoso e anche abile su diversi altri strumenti tra cui: chitarra, mandolino e chitarra hawaiana. Era anche in grado di esibirsi al violino, al clarinetto e alla tromba. Come artista prolifico, gli viene attribuito il merito di aver contribuito alla registrazione di oltre 17.000 titoli diversi.  È inoltre stato citato come uno dei numerosi musicisti che hanno trapiantato con successo i generi musicali popolari americani in Germania durante gli anni '20. La sua autobiografia è stata citata come una risorsa preziosa per studiosi e ricercatori specializzati nell'evoluzione della musica jazz in Europa negli anni '20, '30 e '40.

## Morte
Michael Danzi morì a New York il 13 febbraio 1986

## Filmografia
- Varieté - mentre suona il banjo come membro dell'Orchestra di Alex Hyde[3]

## Pubblicazioni
- American Musician in Germany, 1942-1939 Memoirs of the Jazz, Entertainment and Movie World in Berlin During the Weimar Republic and the Nazi Era-and in the United States (Musicista americano in Germania, 1942-1939 Memorie del mondo del jazz, dello spettacolo e del cinema a Berlino durante la Repubblica di Weimar e l'era nazista e negli Stati Uniti) di Michael Danzi, Editore: Rainer E. Lotz. (1986).[14]